# ローレンス・ストロール
ローレンス・ストロール（Lawrence Stroll）ことローレンス・シェルダン・ストルロヴィチ（Lawrence Sheldon Strulovitch、1959年7月11日 - ）は、カナダ・ケベック州モントリオール出身のユダヤ系カナダ人の実業家、資産家。
長男はF1に参戦しているレーシングドライバーのランス・ストロール。

## 概要
香港の実業家であるサイラス・チョウと組み、1990年頃にトミーヒルフィガー、2000年代にマイケル・コース社（後のカプリ）の運営に携わり、両社の株式公開（IPO）を成功させた。それ以前から資産家ではあったが、ストロールの資産の大部分は2014年にマイケル・コースの株式を売却した際に築いた資産である。
ストロールのビジネス手法は至ってシンプルで、ニッチなブランドや問題を抱えているブランドを安く買い取り、それらを数年から10年ほどかけて強化したり建て直したりした上で売却し、利益を得る手法を基本としている。
自動車愛好家であり、2018年に破産したF1チームであるフォース・インディアの資産を買い取り、自らがF1チームのオーナーとなった。2023年現在もチームオーナーを務めており、同チームは2018年8月に設立したレーシング・ポイントを経て、2021年からはアストンマーティンF1としてF1参戦を続けている（→後述）。
2020年初めには、株価低迷に悩まされていたイギリスの自動車メーカーであるアストンマーティン・ラゴンダの大株主となった。同時に同社の取締役会会長に就任し、企業の立て直しを図っている（→後述）。

## 経歴

### ファッションブランドへの投資
ストロールの父レオ・ストルロヴィチ（Leo Strulovitch）は、ピエール・カルダンとポロ・ラルフ・ローレンをカナダに持ち込み、その展開に協力した実業家である。
ストロールも1980年代にファッション業界に入り、ラルフ・ローレンをヨーロッパに持ち込み、展開を行った。
この事業を進める中で、ストロールは香港の実業家で大手の衣料品製造業を営むサイラス・チョウと知り合い、以降長年に渡るビジネスパートナーとなる。
1989年、創業間もないトミーヒルフィガーを支援するために、チョウとともに香港を拠点とするスポーツウェア・ホールディングス社（Sportswear Holdings Ltd.）を設立した。スポーツウェア社はトミーヒルフィガーを創業者のトミー・ヒルフィガーから買い取るとともに財務面の後ろ盾を与え、1989年に新会社のトミーヒルフィガー社（Tommy Hilfiger, Inc.）を設立した。ストロールはトミーヒルフィガー社に経営陣として加わり、マーケティングの面から同社を支え、同社は1991年に株式公開を果たした。

#### マイケル・コースへの投資

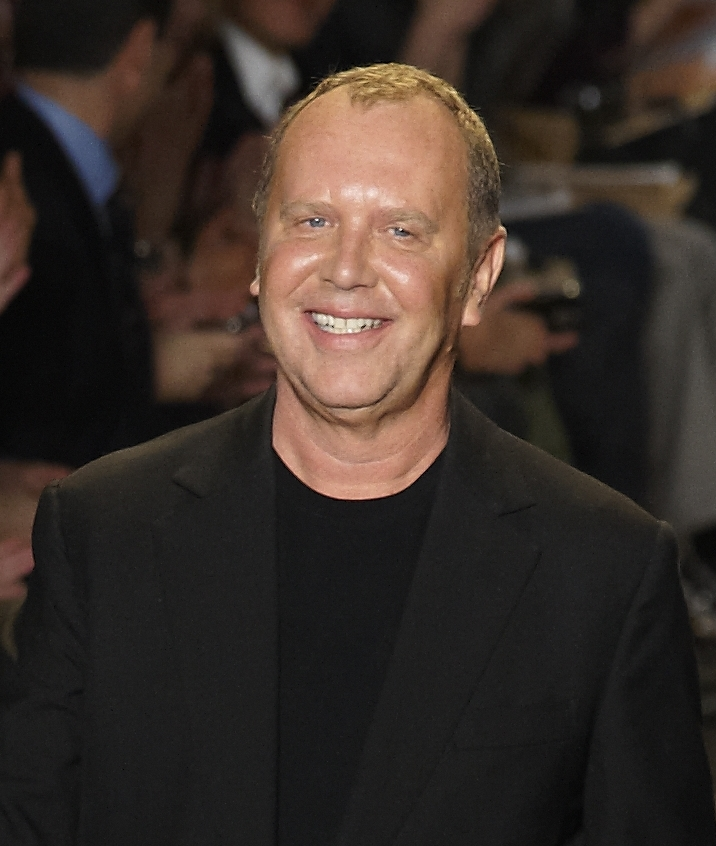
マイケル・コース

2003年、スポーツウェア社を通じて、チョウとともにマイケル・コース社（Michael Kors LLC）の過半数株式を取得した。「マイケル・コース」の2003年当時の評価額は1億ドルであり、ストロールとチョウは全株式の85%を8500万ドルで取得した。
投資を得たマイケル・コースは2000年代を通して飛躍的な成長を続け、2007年時点で2億ドル程度だった年間売上はわずか4年後の2011年には8億ドルを超えるほどになる。その評価額も36億3000万ドルにまで高まった。
マイケル・コースの出資者であるストロールとチョウが保有していた株式は、同社の株式公開が行われた2011年の時点で18億6000万ドル相当の価値を持つことになった。
2011年にニューヨーク証券取引所に上場されたマイケル・コースの株式は公開当日に25%も値を上げ、2014年には公開時のほぼ4倍にまで価値を増し、ストロールは同年に保有する全ての株式を売却した。ストロールの資産の大部分はこの時に得たものだとされている。
この間、スポーツウェア社はマイケル・コースのほか、アスプレイ、ガラードといった宝飾品会社や、ペペ・ジーンズにも同様の投資を行っていた。

### F1チームの買収
2006年以降、自動車レースのフォーミュラ1（F1）の運営会社であるフォーミュラワン・グループは、その株式の大部分を投資会社であるCVCキャピタルによって保有されていた。2010年代半ば、CVCキャピタルがF1の株式を手放す動きが見られ始めると、その売却先としてストロールの名が挙がるようになった。結果としてそれは実現せず、CVCキャピタルは2016年にフォーミュラワン・グループの株式をリバティメディア社に売却した。
しかしストロールがF1への投資を考えていたことは明らかで、それは息子のランス・ストロールがF1ドライバーとしてデビューすることに合わせて具体性を帯びてゆく。
2017年、ランスはウィリアムズからデビューしたが、この際はランスの実力が未知数だったこともあり、父親であるストロールが金でシートを買ったと揶揄する声が多かった。同年3月に18歳でデビューしたランスは、6月に開催されたアゼルバイジャングランプリで3位に入り、F1史上2番目の若さで表彰台に立った。
2018年、フォース・インディアが破産すると、ストロールはチョウらとともにコンソーシアムを組織し、同チームを9000万ポンドで買収し従業員らを救済した。さらに同チームの1500万ポンドの債務も自らが引き受けた。ストロールはフォース・インディアの資産を引き継いだ新チームとして「レーシング・ポイント」を立ち上げ、ストロールの投資によって同チームはF1への継続参戦が可能となった。同チームは、2020年終盤のサヒールグランプリで、ドライバーのセルジオ・ペレスの力走もあって優勝を果たしている。

### アストンマーティン
2020年初め、アストンマーティンブランドを保有するアストンマーティン・ラゴンダ社は売上と株価の低迷に悩まされていた。同年1月、ストロールは再びチョウらとコンソーシアムを組織し、同社に1億8200万ドルの投資を行い、株式の20%を取得し、ストロールは同社の経営陣に加わり、取締役会の会長（エグゼクティブチェアマン）に就任した。
これに伴い、F1チームのレーシング・ポイントも2021年シーズンからは「アストンマーティンF1」（アストンマーティン・フォーミュラ1）に改称した。ストロールがチーム名を高級車メーカーとして有名なブランドに変更したことには副次効果があり、従来は獲得のハードルが高かったスポンサーもチームに付くようになり、支援者には事欠かない状態となった。

#### 自動車事業の立て直し

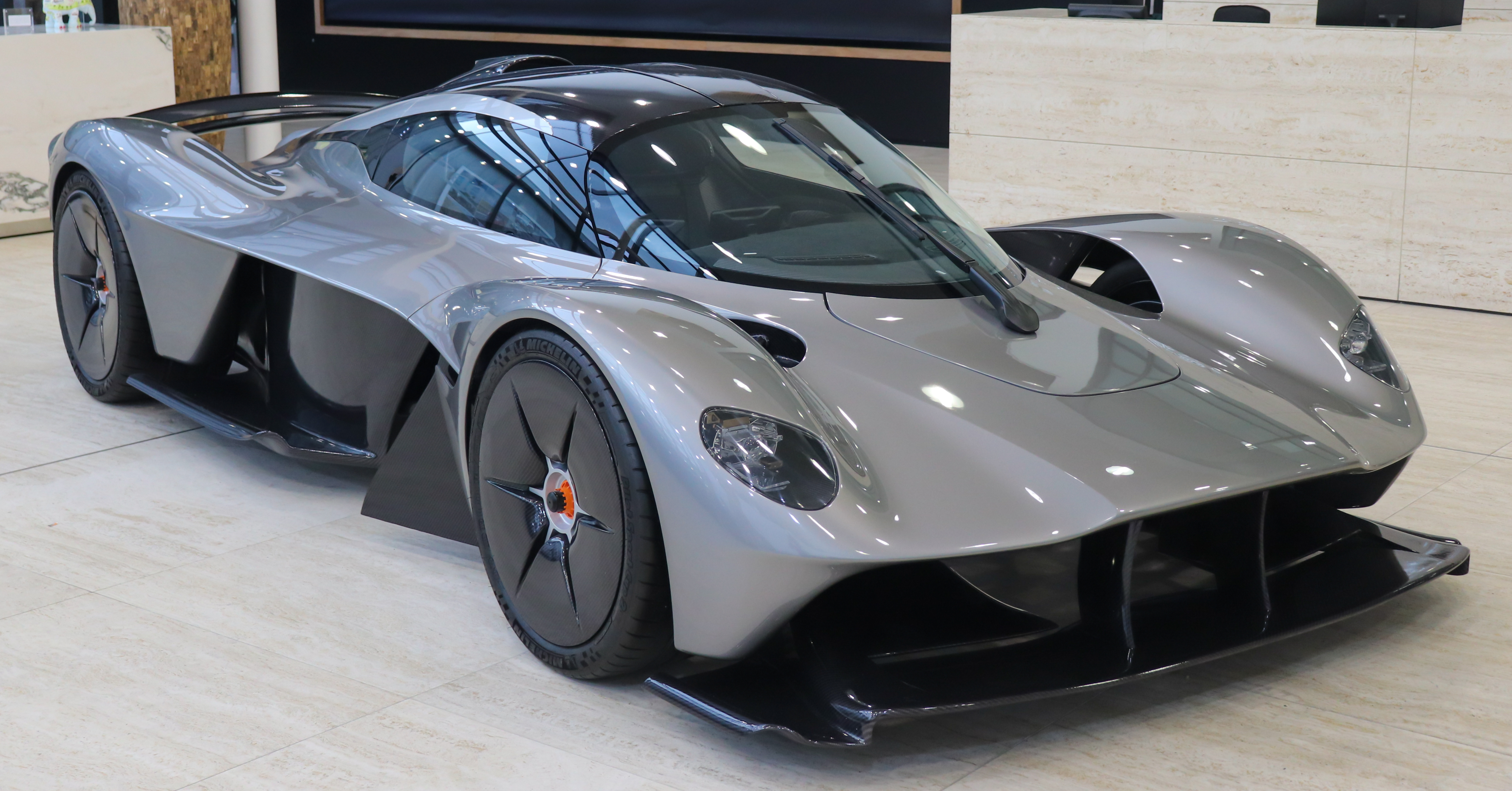
アストンマーティン・ヴァルキリー（2019年、プロトタイプ）

アストンマーティン・ラゴンダ社の自動車事業について、ストロールは同社のCEOを務めていたアンディ・パーマーを解任した上で、パーマーが進めていた新規事業の内、電気自動車計画を中止するよう指示し、その一方、ヴァルキリーとヴァルハラのようなミッドシップスポーツカーの開発計画は残して推進するよう指示した。
このカテゴリーにはフェラーリ、ランボルギーニ、マクラーレンといった競合ブランドが存在することから、ブランド価値を高めるためにレースで結果を出すことには合理性があり、F1チームへの投資は自動車事業を成功させることとも密接にリンクしたものとなる。

#### F1チームへの投資
2018年にストロールが買収したF1チームは、ジョーダン・グランプリとして1991年にF1参戦を始めて以来、F1の中でも中団争いに甘んじることを常としていた。オーナーとなったストロールは、将来のチャンピオンタイトル獲得を目標に掲げ、その実現のため、チームの人員と施設に多額の投資を行っている。
人員の面では、2018年途中にレーシング・ポイントを立ち上げた時点で従業員数は約450名だったが、2020年には550名、2022年には700名以上にまで増強させた。これに伴い、元レッドブル・レーシングのダン・ファロウズをはじめとする有力なエンジニアたちを獲得し、経営面でもレース部門のCEOとして、元マクラーレンのマーティン・ウィットマーシュを起用した。ドライバーも、2021年にセバスチャン・ベッテル、2023年にフェルナンド・アロンソというどちらも複数回のチャンピオン獲得経験を持つドライバーを起用した。
施設にも巨額の投資を行っている。ストロールが取得した時点で、シルバーストーンに所在するチームのファクトリーはジョーダン時代の1992年に建設されたものが拡張されながら使われていたが、建設から30年近く経っており、既に古く手狭なものとなっていた。そこでストロールは、2021年に従来のファクトリーの隣接地に30エーカー（約121,000平方メートル）の広大な土地を確保し、およそ2億ポンド（330億円）と言われる巨費を投じ、近代的な新ファクトリーを建設させた（2023年から2025年にかけて段階的に完成の予定）。車両の空力開発に不可欠な風洞施設も、それまでブラックリーのメルセデスファクトリーの施設を借りて使用していたが、ストロールの投資により、自前の風洞が建設されることになった（2025年に完成予定）。
2023年5月には、本田技研工業（ホンダ）とパワーユニット供給のワークス契約を結び、2026年シーズンから同社子会社のホンダ・レーシング（HRC）製パワーユニットの供給を受けることを発表した。チームは2018年以降（前身も含めると2009年以降）一貫してメルセデスHPP製PUのカスタマー供給（有償）を受けており、性能面で大きな不満はなかったものの、チャンピオンタイトルを獲得するためには（車体と完全に適合した）ワークス契約のパワーユニットが不可欠だと考えていたことから、この契約に至った。ストロールはこのワークスPU獲得について、チームがチャンピオンタイトルの獲得を目指すにあたって必要な「ジグソーパズルの最後のピースだ」と述べている。

## 人物
ストロールはスイス・ジュネーブを拠点に活動を行っている（2020年時点）。

### 自動車愛好家としての側面
熱狂的な自動車愛好家であり、上記のF1チームの買収やアストンマーティンへの投資のほか、自動車関連に大きな額を費やしていることで知られる。
上記のF1との関わり以前にも、トミーヒルフィガーの経営に携わっていた間、1991年から1994年まで同社とペペ・ジーンズでチーム・ロータスのスポンサーを務めていた。
個人としては、2000年代以前からフェラーリの自動車を収集しており、1967年型275GTB/4 S NARTスパイダー、1957年型250テスタロッサという希少車も含め多数の車を所有している。そのコレクションの資産価値はおよそ1億6000万ドルに相当するとされる。このフェラーリとのつながりは、息子ランスのフェラーリ・ドライバー・アカデミー入り（2010年 - 2015年）と関連付けて語られることもある。
カナダグランプリを開催したこともあるモントランブラン・サーキットを2000年に購入し、長年そのオーナーとなっていたが、2021年に売却した。

## 家族
ストロールはベルギー生まれの妻クレア＝アン・キャレン（Claire-Anne Callens）との間に息子のランスと、娘のクロエの2子がいる。娘のクロエはシンガーソングライターをしており、2023年にスノーボード選手のスコッティ・ジェイムズと結婚した。
ストロールはランスのレーシングドライバーとしてのキャリアに多額の投資を行っていることでも知られる。ランスがウィリアムズからデビューした際は同チームには日本円換算で82億円もの持参金を持ち込んだとされており、これはF1チームへの持参金としては史上最高額だとされている。